# Исахая Сигэёси
Исахая Сигэёси (яп. 諫早 茂敬, 1608 — 20 июня 1652) — самурай княжества Сага периода Эдо, 3-й глава рода Исахая.

## Биография
Родился в 1608 году в семье Исахаи Наонори, 2-го главы рода Исахая, и Хикокику, дочери даймё Набэсимы Наосигэ.
В 1637 году сопровождал Набэсиму Кацусигэ в походе на подавление восстания в Симабаре и отличился в атаке на замок Хара, первым прорвавшись внутрь. В 1647 году участвовал в охране побережья Нагасаки, когда португальские корабли прибыли с торговыми целями.
Исахая Сигэёси умер 20 июня 1652 года, и ему наследовал его сын Сигэдзанэ.

## Семья
Был женат на Камэхимэ (посмертно Ходзё-ин), третей дочери Набэсимы Кацусигэ, даймё княжества Сага.
Дети от неизвестной матери:
- Исахая Сигэкиё
- Исахая Сигэнори
- Исахая Сигэдзанэ
- Наритоми Докую
- жена Набэсимы Наоюки, позже развелась